# 高友璣
高友璣（1461年—1546年），字肅政，號南屏，浙江樂清（今樂成鎮）人，明朝政治人物，弘治庚戌進士，官至刑部尚書。

## 生平
弘治二年（1489年）己酉科浙江鄉試第五十五名，弘治三年（1490年）聯捷庚戌科進士，以例得归省，尋丁母憂，服除，授南京刑部主事，历官刑部员外郎、郎中，出为九江府知府，在任三載，因才幹被提拔為廣西參政，管田州府事，并成功平定岑猛叛變。因忤劉瑾意，降为卫辉府知府，正德五年（1510年）五月升江西左参政，九月升山西按察使，七年闰五月升陕西右布政使，正德八年（1513年）正月升任都察院右副都御史、大同巡撫兼理軍務。十年七月以失机罪降二级，为湖广按察司副使，兵备郴桂，因外艰未赴。又用荐，十四年七月起为山东右参政，十六年五月升福建按察使，不久轉任右布政使，八月入为光禄寺卿，嘉靖二年（1523年）十月升南京刑部右侍郎，四年正月升都察院右都御史、总督漕运兼巡抚凤阳等处，在漕三年，嘉靖六年（1527年）七月进南京工部尚书，七年（1528年）改南京刑部，十一月调北刑部尚書，八年四月在会问郭勋擅取金辂事罪状時，以治狱无状被弹劾，令致仕。嘉靖二十五年三月卒，享年八十六，諡襄簡。著有《南屏遺稿》。

## 家族
曾祖高官，華亭知縣；祖父高譜；父高沔，母陳氏。子男四：长子廷绅，举乡荐，历官澄江知府；廷实，当涂县主簿；廷举，德府良医；廷愉，养利州知州。

## 墓葬
高友璣家族墓地，现保存尚完整。为全国重点文物保护单位。